# Conceição do Rio Verde (kommun)
Conceição do Rio Verde är en kommun i Brasilien.   Den ligger i delstaten Minas Gerais, i den sydöstra delen av landet, 700 km söder om huvudstaden Brasília. Antalet invånare är 12 950.
Följande samhällen finns i Conceição do Rio Verde:
- Conceição do Rio Verde

Omgivningarna runt Conceição do Rio Verde är huvudsakligen savann. Runt Conceição do Rio Verde är det ganska glesbefolkat, med 39 invånare per kvadratkilometer.